# Ala I Flavia Gemelliana

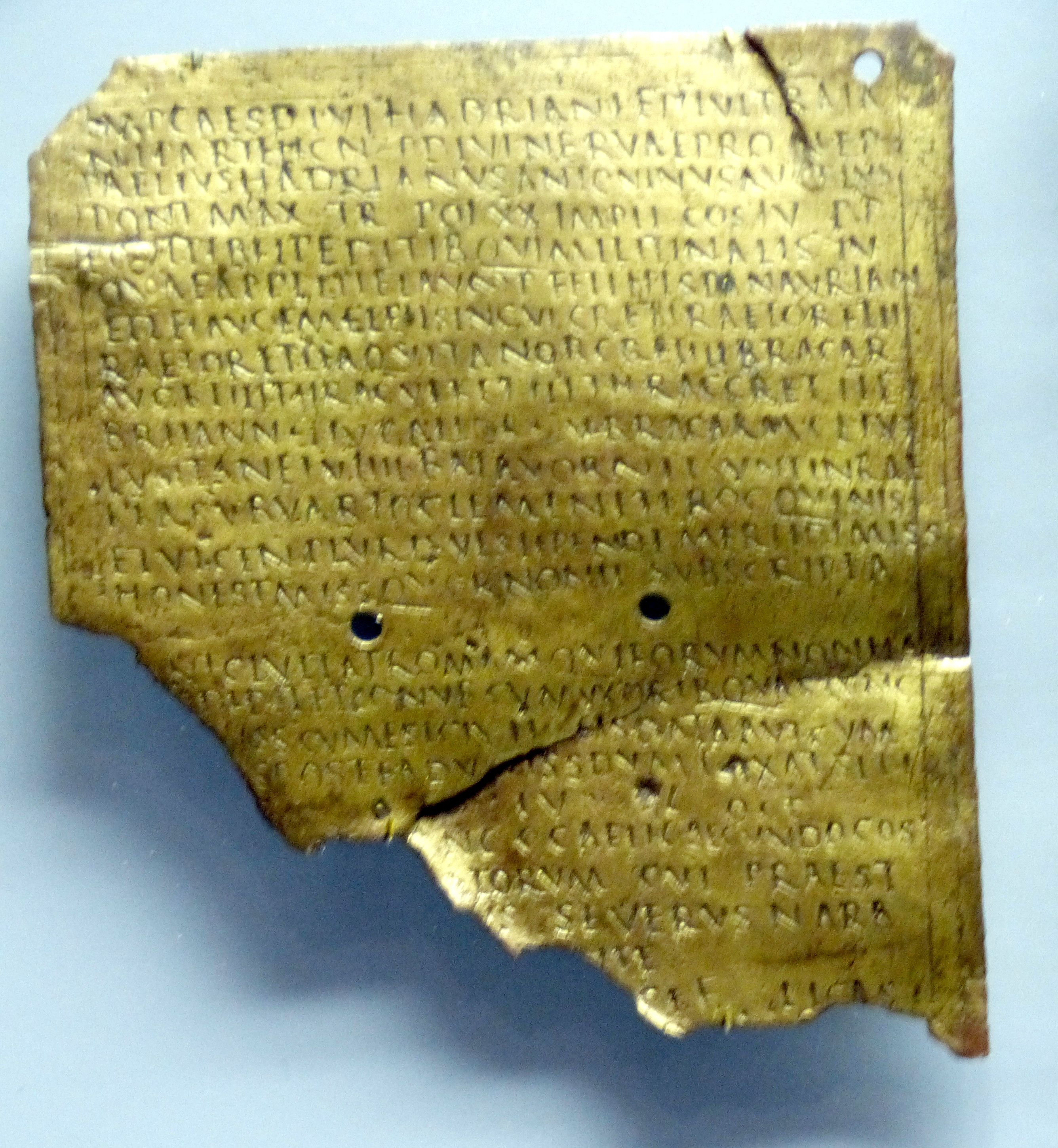
Ein Militärdiplom von 157 n. Chr.

Die Ala I Flavia Gemelliana [civium Romanorum] (deutsch 1. flavische Ala des Gemellus [der römischen Bürger]) war eine römische Auxiliareinheit. Sie ist durch Militärdiplome und Inschriften belegt. In dem Diplom (RMD 1, 25) wird sie als Ala I Gemelliana bezeichnet.

## Namensbestandteile
- Ala: Die Ala war eine Reitereinheit der Auxiliartruppen in der römischen Armee.

- I: Die römische Zahl steht für die Ordnungszahl die erste (lateinisch prima). Daher wird der Name dieser Militäreinheit als Ala prima .. ausgesprochen.

- Flavia: die Flavische. Die Ehrenbezeichnung bezieht sich auf die flavischen Kaiser Vespasian, Titus oder Domitian.

- Gemelliana: des Gemellus. Der Name Gemelliana legt die Vermutung nahe, dass ein Zusammenhang mit der Ala Gemelliana besteht, von der der Name wohl abgeleitet wurde. Die Ala Gemelliana wurde bereits unter Claudius (41–54) oder noch früher aufgestellt, die Ala I Flavia Gemelliana dagegen erst unter einem der flavischen Kaiser. Einer der ersten Kommandeure der Ala Gemelliana war wahrscheinlich ein ansonsten unbekannter Gemellus, nach dem die Ala benannt wurde.[1]

- civium Romanorum: der römischen Bürger. Den Soldaten der Einheit war das römische Bürgerrecht zu einem bestimmten Zeitpunkt verliehen worden. Für Soldaten, die nach diesem Zeitpunkt in die Einheit aufgenommen wurden, galt dies aber nicht. Sie erhielten das römische Bürgerrecht erst mit ihrem ehrenvollen Abschied (Honesta missio) nach 25 Dienstjahren. Der Zusatz kommt in dem Militärdiplom von 159/160 und der Inschrift (CIL 03, 5906) vor.

Da es keine Hinweise auf den Namenszusatz milliaria (1000 Mann) gibt, war die Einheit eine Ala quingenaria. Die Sollstärke der Ala lag bei 480 Mann, bestehend aus 16 Turmae mit jeweils 30 Reitern.

## Geschichte
Die Ala war in der Provinz Raetia stationiert. Sie ist auf Militärdiplomen für die Jahre 119/135 bis 167/168 n. Chr. aufgeführt.
Die Einheit wurde vermutlich durch einen der flavischen Kaiser aufgestellt. Ihre Anfänge und die frühe Geschichte der Einheit bis zu ihrer Stationierung in Raetien sind unbekannt. Der erste Nachweis der Einheit in der Provinz Raetia beruht auf einem Diplom, das auf 119/135 datiert ist. In dem Diplom wird die Ala als Teil der Truppen aufgeführt (siehe Römische Streitkräfte in Raetia), die in der Provinz stationiert waren. Weitere Diplome, die auf 138/140 bis 167/168 datiert sind, belegen die Einheit in derselben Provinz.
Die Ala war bis in die Mitte des 3. Jhd. in Raetia stationiert. Sie ging vermutlich aufgrund von Germaneneinfällen unter; möglicherweise wurde sie aber auch um 241/242 im Zusammenhang mit dem Perserfeldzug von Gordian III. in den Osten des römischen Reiches verlegt.

## Standorte
Standorte der Ala in Raetia waren:
- Germanicum (Kösching): Der Grabstein von Iulius Genialis Senilis sowie die Inschriften (CIL 03, 5906, CIL 3, 11936) wurden hier gefunden.

## Angehörige der Ala
Folgende Angehörige der Ala sind bekannt:
| - C(aius) Petronius, ein Veteran (AE 1909, 200) - Don(ius) Bellin(us) (AE 1986, 531) - Fl(avius) Speratus, ein Decurio (CIL 5, 8660) - Iuli[us] []s, ein Decurio (CIL 5, 8660) - Iul(ius) Genialis Senilis, ein Veteran (CIL 3, 5907) | - Iulius Memorinus, ein Decurio (CIL 5, 8660) - M(arcus) Vir(ius) Marcellus, ein Decurio (CIL 3, 5938) - Tib(erius) Cl(audius) Andecamulus, ein Veteran und ehemaliger Decurio (AE 1992, 1277) - T(itus) Fl(avius) Rom[a]nus, ein Decurio (CIL 3, 11936) |